# Grand Prix de la ville de Montegranaro
Le Grand Prix de la ville de Montegranaro (en italien : Gran Premio Città di Montegranaro) est une course cycliste italienne disputée au mois de juillet à Montegranaro, dans la région des Marches. Créé en 1982, il est organisé par le Gruppo Sportivi Calzaturieri Montegranaro.
Cette épreuve fait actuellement partie du calendrier régional de la Fédération cycliste italienne, en catégorie 1.19. Elle est ouverte aux coureurs espoirs (moins de 23 ans) et élites.

## Parcours
La course se tenait auparavant sur une distance d'environ 115 kilomètres, avec un premier parcours de 24 kilomètres juste après le départ puis un circuit vallonné de 13 kilomètres à 7 tours,. L'édition 2021 inaugure un tracé inédit de 107 kilomètres, avec une boucle de 9,7 kilomètres qui doit être empruntée à onze reprises par les participants.

## Palmarès
| Année     | Vainqueur            | Deuxième            | Troisième              |
| --------- | -------------------- | ------------------- | ---------------------- |
| 1982      | Vincenzo Santoni     |                     |                        |
| 1983      | Fabrizio Giovannelli |                     |                        |
| 1984-1986 | non disputé          | non disputé         | non disputé            |
| 1987      | Alessio Gnaccarini   |                     |                        |
| 1988      | Luigi Ferrini        |                     |                        |
| 1989      | Angelo Menghini      |                     |                        |
| 1990      | Oscar Ferrero        |                     |                        |
| 1991      | Fabio Laghi          |                     |                        |
| 1992      | Marco Tassinari      |                     |                        |
| 1993      | Guido Trombetta      |                     |                        |
| 1994      | Guido Trombetta      |                     |                        |
| 1995      | Andrea Patuelli      |                     |                        |
| 1996      | Graziano Recinella   |                     |                        |
| 1997      | Adriano Spinozzi     |                     |                        |
| 1998      | Giorgio Feliziani    |                     |                        |
| 1999      | Francesco Magni      |                     |                        |
| 2000      | Damiano Giannini     |                     |                        |
| 2001      | Alfonso Falzarano    |                     |                        |
| 2002      | Pasquale Di Monaco   |                     |                        |
| 2003      | Moisés Aldape        |                     |                        |
| 2004      | Moisés Aldape        | Luca Capodaglio     | Ivan Stević            |
| 2005      | Adriano Angeloni     | Pasqualino Loretone | Davide Torosantucci    |
| 2006      | Rocco Capasso (de)   | Fader Ardila        | Alessandro De Marchi   |
| 2007      | Anton Sintsov        | Edwin Carvajal      | Simone Campagnaro (de) |
| 2008      | Julián Arredondo     | Matteo Di Serafino  | Leopoldo Rocchetti     |
| 2009      | Paolo Centra         | Henry Frusto        | Massimo D'Elpidio      |
| 2010      | Silvio Satini        | Henry Frusto        | Fabio Virgili          |
| 2011      | Julián Arredondo     | Giuseppe Famoso     | Innocenzo Di Lorenzo   |
| 2012      | Angelo Gargaro       | Juan Pablo Valencia | Davide Censori         |
| 2013      | Emanuele Capati      | Adam Semple         | Christian Barchi       |
| 2014      | Cristian Raileanu    | Paolo Totò          | Andrea Ruscetta        |
| 2015      | Pierpaolo Ficara     | Danilo Celano       | Cristian Raileanu      |
| 2016      | Ivan Martinelli      | Cristian Raileanu   | Antonio Merolese       |
| 2017      | Umberto Marengo      | Einer Rubio         | Davide Cecchini        |
| 2018      | Chrystian Carmona    | Filippo Fiorelli    | Andrea Di Renzo        |
| 2019      | Artur Sowiński       | Filippo Fiorelli    | Alessandro Frangioni   |
| 2020      | non disputé          | non disputé         | non disputé            |
| 2021      | Davide Dapporto      | Manuele Tarozzi     | Ben Granger            |
| 2022      | Nicolò Garibbo       | Giovanni Bortoluzzi | Andrea Bruno           |
| 2023      | Kyrylo Tsarenko      | Francesco Parravano | Andrea Cantoni         |
| 2024      | Francesco Parravano  | David Camargo       | Lorenzo Boschi         |
| 2025      | Lorenzo Ginestra     | Mattia Gaffuri      | Andrea Buti            |

### Victoires par pays
| Victoires | Pays     |
| --------- | -------- |
| 31        | Italie   |
| 3         | Colombie |
| 2         | Mexique  |
| 1         | Russie   |
| 1         | Moldavie |
| 1         | Pologne  |
| 1         | Ukraine  |